# Titularbistum Vamalla
Vamalla ist ein Titularbistum der römisch-katholischen Kirche und heute ein Titularbistum.
Es geht zurück auf einen Bischofssitz in der gleichnamigen antiken Stadt, die in der Spätantike in der römischen Provinz Mauretania Sitifensis (heute nördliches Algerien) lag. Spätestens im Zuge der islamischen Expansion ging der Bischofssitz unter.
| Titularbischöfe von Vamalla |                                 |                                                      |                  |                    |
| Nr.                         | Name                            | Amt                                                  | von              | bis                |
| 1                           | Thomas Joseph Grady             | Weihbischof in Chicago (USA)                         | 21. Juni 1967    | 11. November 1974  |
| 2                           | James Jerome Killeen            | Weihbischof des US-amerikanischen Militärordinariats | 4. November 1975 | 8. September 1978  |
| 3                           | Enrique Manuel Hernández Rivera | Weihbischof in San Juan de Puerto Rico (Puerto Rico) | 11. Juni 1979    | 13. Februar 1981   |
| 4                           | Timothy Joseph Lyne             | Weihbischof in Chicago (USA)                         | 31. Oktober 1983 | 25. September 2013 |